# Der Ballermann – Ein Bulle auf Mallorca
Der Ballermann – Ein Bulle auf Mallorca ist eine deutsche Krimikomödie aus dem Jahr 2012, die von action concept-Film produziert wurde.

## Handlung
Tom Hammer ist Drogenfahnder und muss am Tag seines Geburtstages einen schweren Schicksalsschlag hinnehmen. Sein bester Freund Andy wird vor seinen Augen von zwei Spaniern erschossen. Da Tom ein Bulle mit Leib, Seele und vollem Körpereinsatz ist, macht er sich ohne Genehmigung auf die Suche nach den Mördern. Seine Spur führt ihn in die High Society von Mallorca, wo Andy in den letzten Jahren gelebt hat. Er findet heraus, dass sein Freund für die geheimnisvolle Inselpatin „Der Boss“ gearbeitet hat. Während seiner Ermittlungen trifft er auf seine Ex-Freundin Steffi, die sich gegen seinen Willen den Ermittlungen anschließt.

## Produktion und Ausstrahlung
Im Oktober 2010 gab RTL die Produktion eines Pilotfilmes mit dem Titel Mallorca Detektiv in Auftrag. Die Hauptrolle ging an Tobias Licht. Die Dreharbeiten fanden vom 18. Mai 2012 bis zum 26. Juni 2012 in Köln und Umgebung sowie auf Mallorca statt.
Der Film wurde am 27. Dezember 2012 in der Prime Time bei RTL unter dem Titel Der Ballermann – Ein Bulle auf Mallorca gezeigt.
Bei seiner Erstausstrahlung erreichte er insgesamt 2,84 Millionen Zuschauer, davon 1,40 Millionen in der relevanten Zielgruppe der 14- bis 49-Jährigen, was ein Gesamtmarktanteil von 9,0 % und einen von 12,2 % in der relevanten Zielgruppe ergab.

## Rezeption
„Wenn «CSI: Miami» Edelpopcorn ist und «Alarm für Cobra 11» das TV-Pendant einer Tüte Kirmes-Popcorn, dann ist der seelenlos gespielte sowie ideenarm inszenierte RTL-Pilotfilm «Der Ballermann» ein Spritzer Popcornaroma. Man wittert nährwertarmen, fluffigen Spaß und bekommt ehrlichen Appetit auf diese sündige Form der Unterhaltung – aber gestillt wird der Hunger nicht.“

„Die Hürther Produktionsfirma action concept hat den Pilotfilm ‚Der Ballermann‘ im vergangenen Frühjahr gedreht. Bei Erfolg soll aus dem Stoff eine Serie für den zuletzt am Donnerstag etwas glücklosen Sender RTL werden. Der Titel des Projekts und die Logline der Serie (‚Deutschlands bestaussehender Kommissar geht auf Deutschlands beliebtester Urlaubsinsel auf Verbrecherjagd‘) klingen beide total bescheuert. So dämlich ist der Film allerdings gar nicht. Hinter dem selbst gesteckten Anspruch, dass Tom Hammer ‚der neue Thomas Magnum‘ sein soll, bleibt man zwar – trotz Voice Over als Stilmittel und einer Urlaubsinsel als Handlungsort – weit zurück. Aber immerhin: allein Toms Voice Over, das den Film sogar zwischendurch immer mal wieder kurz anhält, um sich selbst zu widersprechen und uns an seinen wahren Gedanken und Gefühlen teilhaben zu lassen, hebt das Ganze über den üblichen Serien-Einheitsbrei hinaus.“